# Little Miss Obsessive
«Little miss obsessive» —en español: "Pequeña señorita obsesiva"— es una canción de la cantante pop rock, Ashlee Simpson, lanzada como segundo sencillo de su tercer álbum de estudio, Bittersweet World. 
El sencillo se lanzó en el mes de marzo solo en los Estados Unidos y el 4 de agosto en el Reino Unido y en Australia. La canción cuenta con la colaboración del vocalista del cantante de Plain White T's, Tom Higgenson.

## Canción
La canción trata sobre una relación en problemas, describiendo una situación en que una pareja está peleando y uno de ellos dice algo con furia que luego ella se arrepiente, queriendo que su pareja vuelva. "I guess we're really over", canta Simpson, pero inmediatamente canta: "So come over, I'm not over it". Hablando de la canción, Simpson dijo: "Cada chica ha pasado por esa situación. Pones tú pie en tú boca y te vas, 'Espera, ¿porqué hice eso?'"
"Little Miss Obsessive" es una "canción que se relaciona con el último álbum, pero creció con ese nuevo disco." 
Simpson dijo que ama la voz de Higgenson, y creyó que "era perfecto para la canción".

## Lanzamiento
Simpson lanzó "Little Miss Obsessive" en el programa KISS FM Drex Morning en Chicago el 21 de febrero. Fue confirmado un sencillo el 24 de febrero por su página web.

## Posiciones en la lista de éxitos
| Listas (2008)                | Posición |
| ---------------------------- | -------- |
| Australia Single Chart       | 41       |
| Canadá Hot 100               | 72       |
| U.S. Billboard Hot 100       | 96       |
| U.S. Billboard Digital Songs | 51       |
| Filipinas Hot 100            | 100      |